# Philipp Otto Runge
Philip Otto Runge (Wolgast, 23 de julio de 1777- Hamburgo, 2 de diciembre de 1810) fue un pintor y dibujante romántico alemán. Aunque comenzó tarde su carrera y murió joven, se lo considera el más destacado de los pintores románticos alemanes, después de Friedrich.

## Vida y obra
Nacido en una familia de constructores de barcos, Runge, después de leer al poeta Ludwig Tieck, decidió seguir una carrera artística.

Runge estudió con Jens Juel en la Academia de Copenhague (1799-1801), luego se trasladó a Dresde, donde conoció a Caspar David Friedrich. En 1803 se estableció en Hamburgo. Runge era un místico, panteístico típico del romanticismo alemán, y en su obra intentó expresar nociones de la armonía del universo a través del simbolismo del color, la forma y los números, aunque no está comprobado la teoría de los colores de Runge muy probablemente está inspirada en la teoría de los colores pergeñada por Goethe.
 
Runge también escribió poesía y con esta finalidad planeó una serie de cuatro pinturas tituladas Las Horas del Día, pensados para verse en un edificio especial y con acompañamiento de música y poesía. Este tipo de ideas se dio bastante entre los románticos que buscaban un "arte total", o la fusión entre todas las formas artísticas.
Pintó dos versiones de Morning (Kunsthalle, Hamburgo), pero los otros momentos no fueron más que dibujos. Runge fue también uno de los mejores retratistas alemanes de su época; varios ejemplos pueden verse en Hamburgo. Su estilo era rígido, intenso, a veces casi ingenuo. En 1810, después de investigar el color durante años y en correspondencia con Johann Wolfgang von Goethe, publicó Die Farbenkugel (La Esfera de color), en el que describe una esfera esquemática tridimensional para organizar todos los colores imaginables de acuerdo a su tono, brillantez, y saturación. Los tonos puros se mostraban alrededor de su ecuador. A través del eje central estaba una escala de valor gris, desde el negro del fondo hasta el blanco en lo alto. Sobre la superficie de la esfera, los colores se graduaban desde el negro al tono puro hasta el blanco, en siete pasos. Las mezclas intermedias en teoría estaban dentro de la esfera. Runge murió, debido a la tuberculosis. Su esfera fue adoptada 150 años más tarde por el profesor suizo Johannes Itten. Itten abrió la esfera para formar una estrella para mostrarla plenamente de un solo vistazo en dos dimensiones.

Los niños Hunselbeck, óleo sobre lienzo, 1805-1810
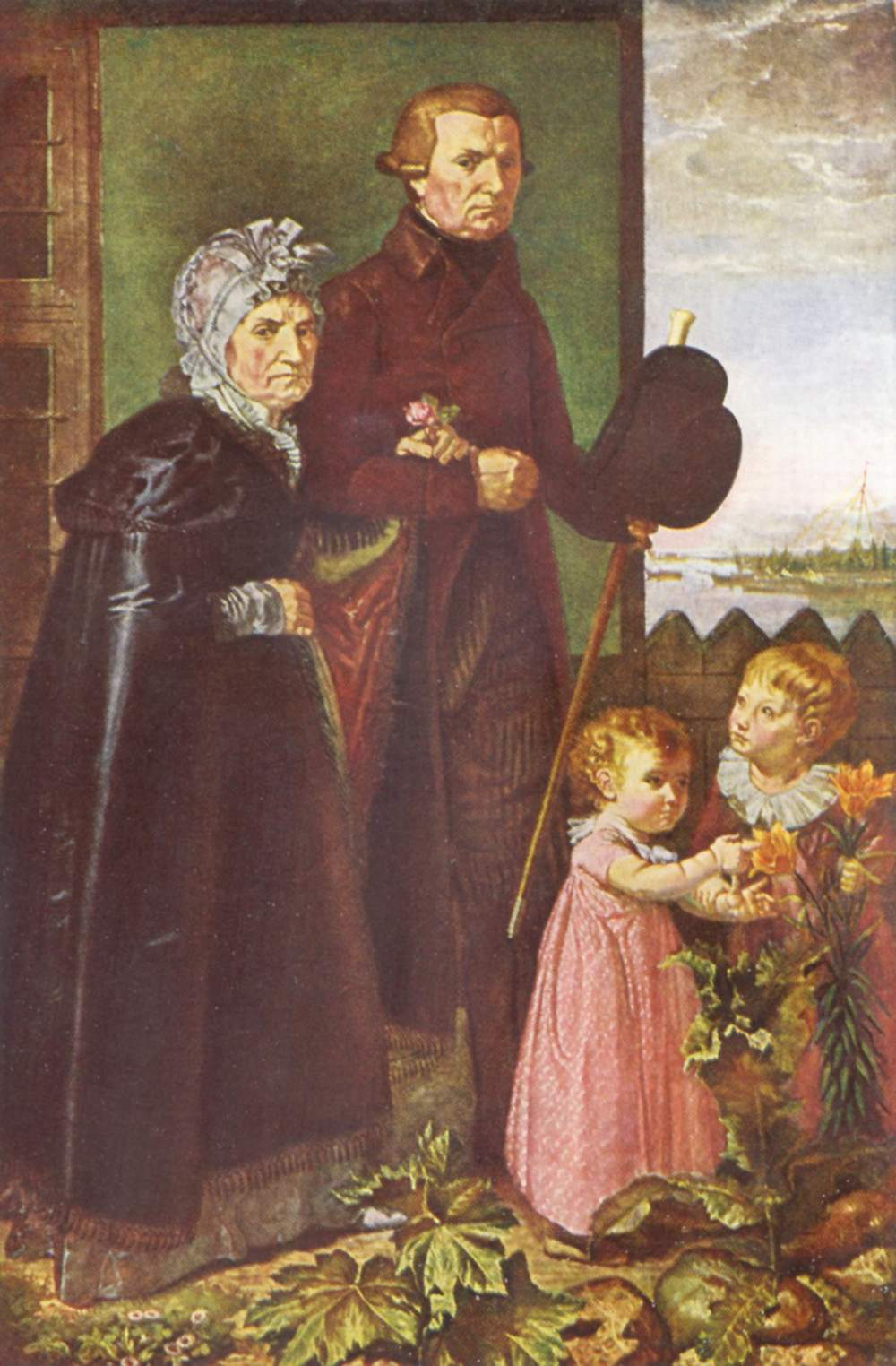
La familia del artista, 1806
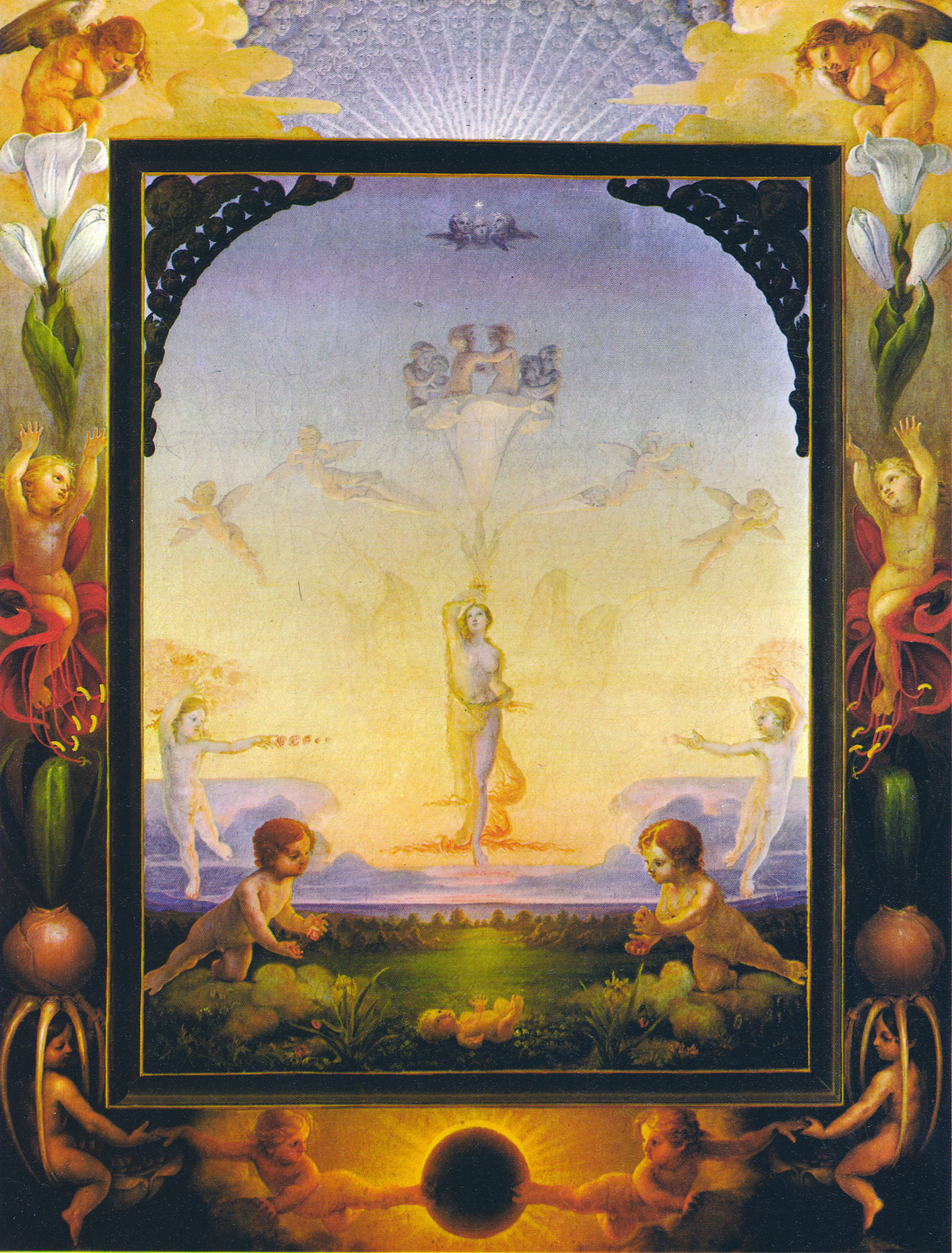
Mañana (detalle), óleo sobre lienzo, 1808
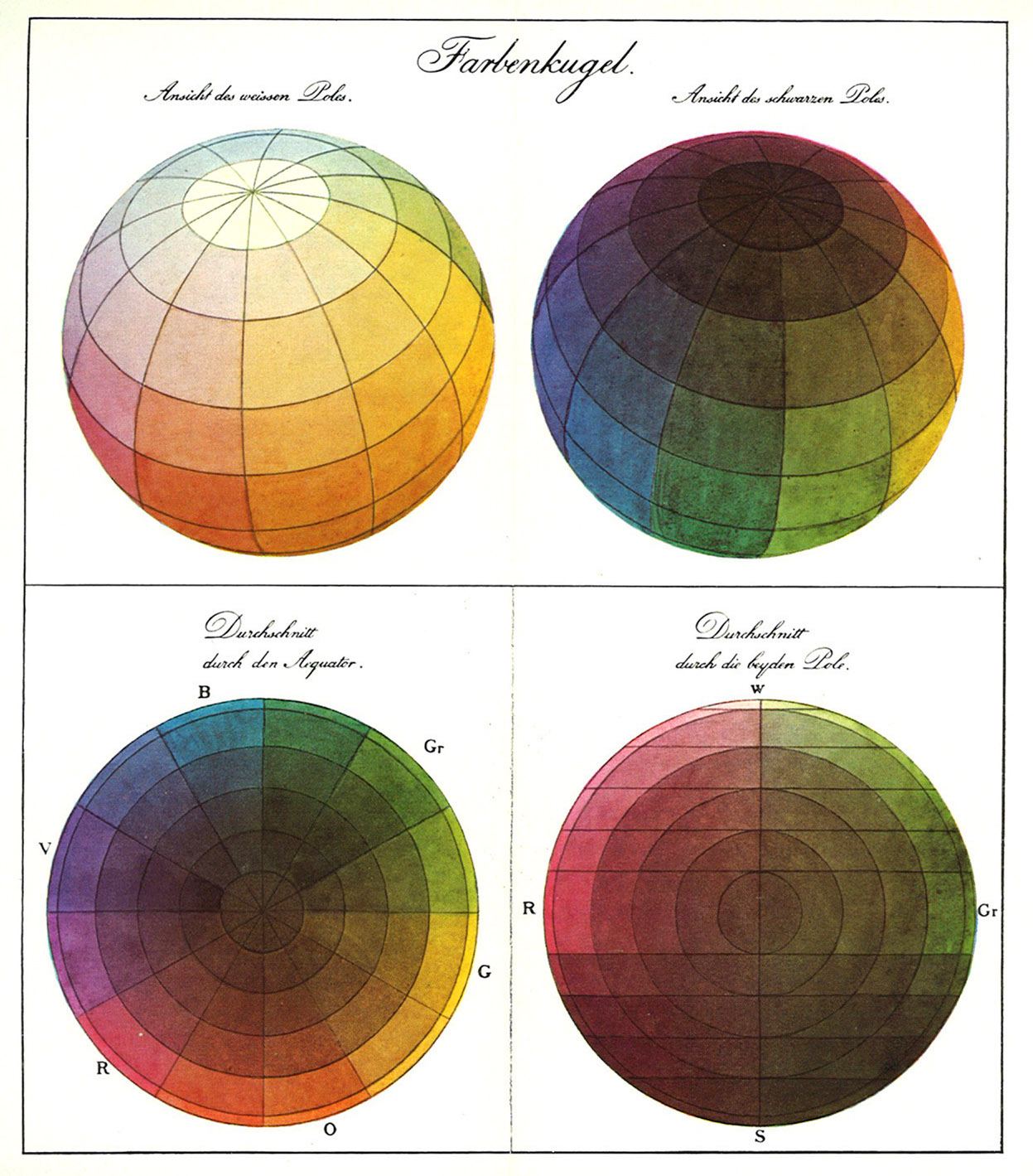
Esfera de color o "Farbenkugel"

## Eponimia
- El asteroide (11853) Runge lleva este nombre en su memoria.[1]